# De la ley a la ley
De la ley a la ley es una película española perteneciente a los géneros dramático e histórico dirigida por Sílvia Quer y guionizada por Helena Medina. Versa sobre el inicio de la Transición española y, en especial, sobre la no tan conocida figura de Torcuato Fernández-Miranda, uno de sus artífices en la sombra.  El telefilme, que también es a su vez un biopic, se estrenó el 6 de diciembre de 2017 y lo produjo RTVE junto a Visiona TV.

## Argumento
La película se centra en la figura de uno de los personajes más desconocidos de la historia de España, Torcuato Fernández-Miranda , el preceptor del que llegaría a ser el Rey de España, Juan Carlos I. Además de pasar por la presidencia del Gobierno en funciones durante tan solo 11 días tras el asesinato de Luis Carrero Blanco, también jugó un rol trascendental en la Transición hacia la democracia. Tanto es así que fue apodado como “el guionista de la Transición”.
Asimismo, desempeñó cargos como presidente de las Cortes tras la muerte de Franco y senador real en las primeras elecciones democráticas después de la dictadura franquista. De este modo, trata de cómo el régimen franquista consiguió cambiar de forma legal su arquitectura institucional para transformarse en democracia, de ahí el nombre de la película. De hecho, una de sus citas más célebres que ilustra ese periodo de cambio fue: "de la ley a la ley a través de la ley". Así, se reconstruye la España del comienzo de la Transición con el nombramiento de Adolfo Suárez, que introdujo una nueva era en la política española.

## Reparto
- Gonzalo de Castro - Torcuato Fernández-Miranda Hevia.
- Fernando Andina – príncipe Juan Carlos de Borbón.
- David Selvas - Adolfo Suárez.
- Toni Sevilla - Alfonso Armada.
- Francesc Albiol - Manuel Fraga.
- Oriol Genís – Arias Navarro.
- Blanca Apilánez – Carmen Lozana Abeo, esposa de Fernández-Miranda.
- Rafa Delgado – Felipe González.
- Enric Benavent – Franco.
- Pablo Capuz – Fernando Fernández-Miranda, hijo de Torcuato Fernández-Miranda Hevia.
- Miguel Gelabert – Santiago Carrillo.
- Joaquín Gómez – Carrero Blanco.
- Fon Herrera – Cruz Martínez Esteruelas.
- Josep Linuesa - Miguel Primo de Rivera.
- Alberto Pascual – José María Fernández de la Vega.
- Beatriz Raterman – Elvira.[7]

## Producción
Esta película fue rodada en las infraestructuras y con el equipo de la Terrassa Film Office, en Tarrasa a lo largo del año 2017. A pesar de que todos los escenarios de la TV-movie están ambientados en el Madrid de los años setenta, según aseguró a ENblau -sección de elnacional.cat sobre crónica social- el director de la productora Visiona TV, Ferran Cera, fue rodada "íntegramente" en la provincia de Barcelona ya que "reunía todas las necesidades" para que pudiera ser grabada en dicho emplazamiento.
Según algunas informaciones, hubo ciertos problemas a la hora de determinar la producción de la película. En torno a 2016 Ganga Producciones, productora de Cuéntame cómo pasó, presentó la iniciativa de crear una miniserie a Televisión Española acerca de la biografía de Torcuato Fernández-Miranda. El departamento de contenidos de la televisión pública dio en primera instancia el visto bueno para producir dicho proyecto. En el contexto de los 'Papeles de Panamá', debido a las investigaciones que se estaban llevando a cabo sobre Imanol Arias y Ana Duato y también sobre presuntos vínculos de esta trama de evasión fiscal con la propia productora. Ello condujo a que TVE decidiera rechazar el proyecto. Sin embargo, meses después TVE aprobó la producción de De la ley a la ley en formato telefilme, pero esta vez de la mano de Visiona TV.

## Fidelidad
Conforme a las declaraciones en 2017 de Fernando Andina, uno de los miembros del reparto, a la revista Diez Minutos, le atribuyó con sus palabras verosimilitud histórica debido a que la película recrea los hechos de forma pertinente. "La tv-movie abarca desde 1974, con Franco todavía vivo, a 1977. Al principio veremos a un príncipe [Don Juan Carlos, el actual rey emérito] inexperto, joven, que no sabía muy bien de dónde le venían", explicó.  De  este modo, apuntó sobre una escena concreta de la película en la que acaba siendo coronado como rey que las elecciones estaban "en ciernes". Finalmente, "termina justo con el principio de las elecciones generales", algo que coincide de nuevo con la realidad acontecida. Además, se observa "cómo le influyó Torcuato Fernández-Miranda, que fue su consejero y mano derecha", según relató.

## Crítica
La aceptación del público ha sido moderada. Ha recibido 5,8 estrellas sobre 10 en Filmaffinity y una valoración mucho más generosa en IMDb: 6,9 sobre 10, a pesar de que en ambos casos no hay demasiadas valoraciones. Por  su recepción es difícilmente estimable.

## Premios
- 2018: Premios Gaudí: Nominada a mejor película para TV.[3]